# Marmarole
(Giosuè Carducci, Ode Cadore)
Le Marmarole sono un gruppo dolomitico situato nel centro Cadore, in provincia di Belluno  in Veneto. Sono attraversate dall'impegnativa Alta via n. 5 detta del Tiziano.

## Caratteristiche

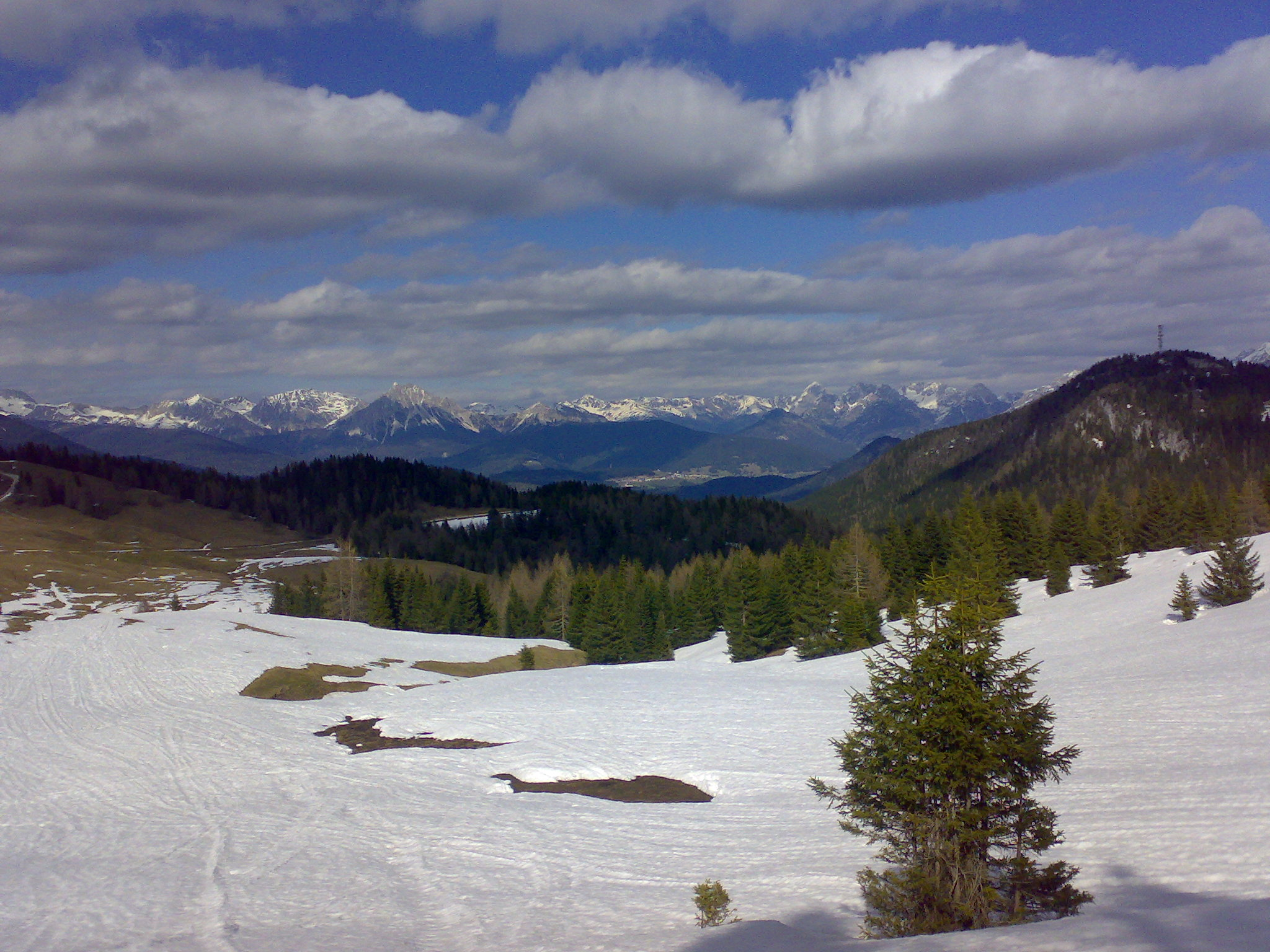
Ai piedi del Ciastelin, panoramica verso il Comelico

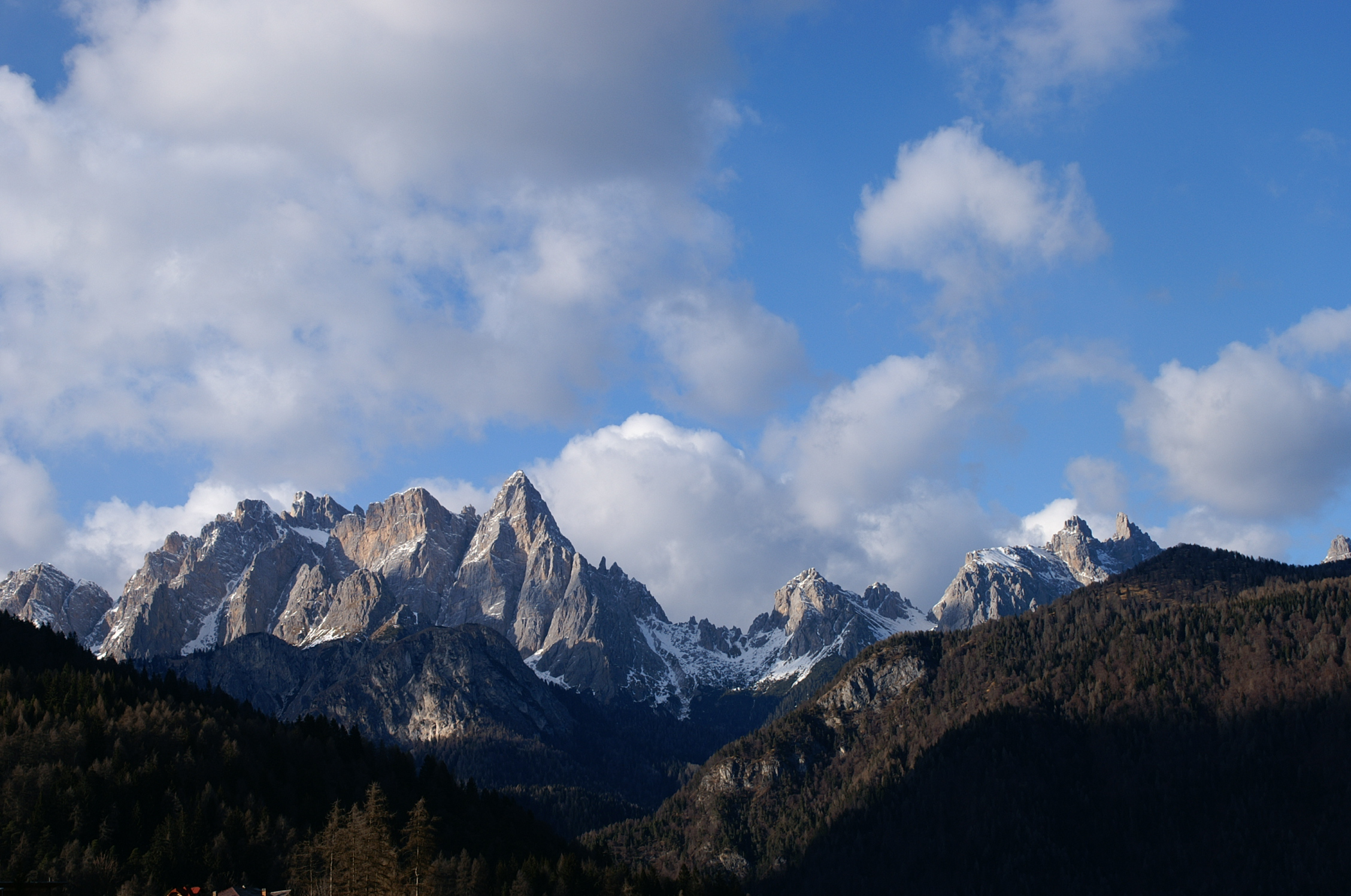
Panoramica del Gruppo

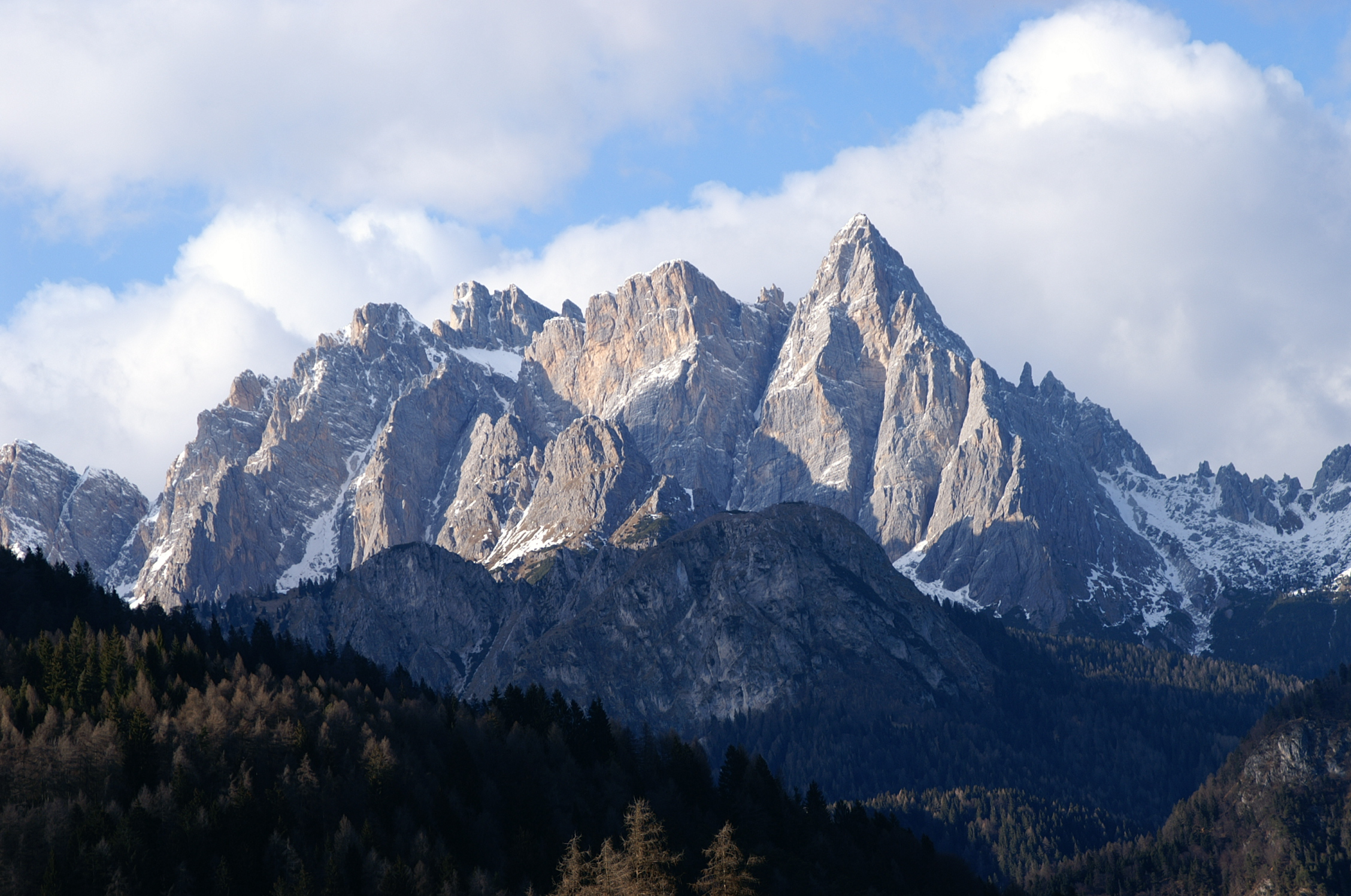
Croda Bianca, Cresta degli Invalidi e Cimon da Pieve di Cadore

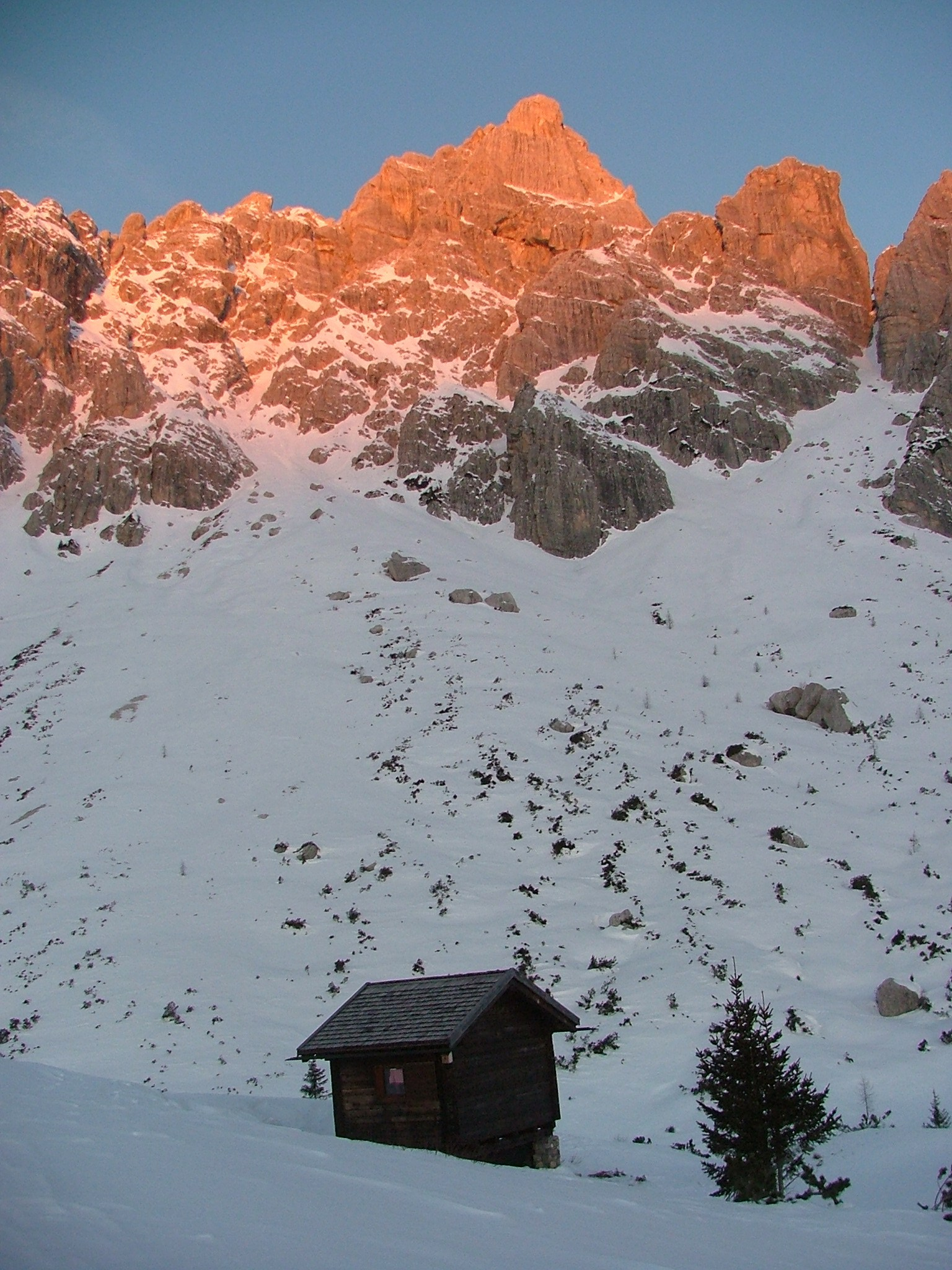
Alba sulle Marmarole

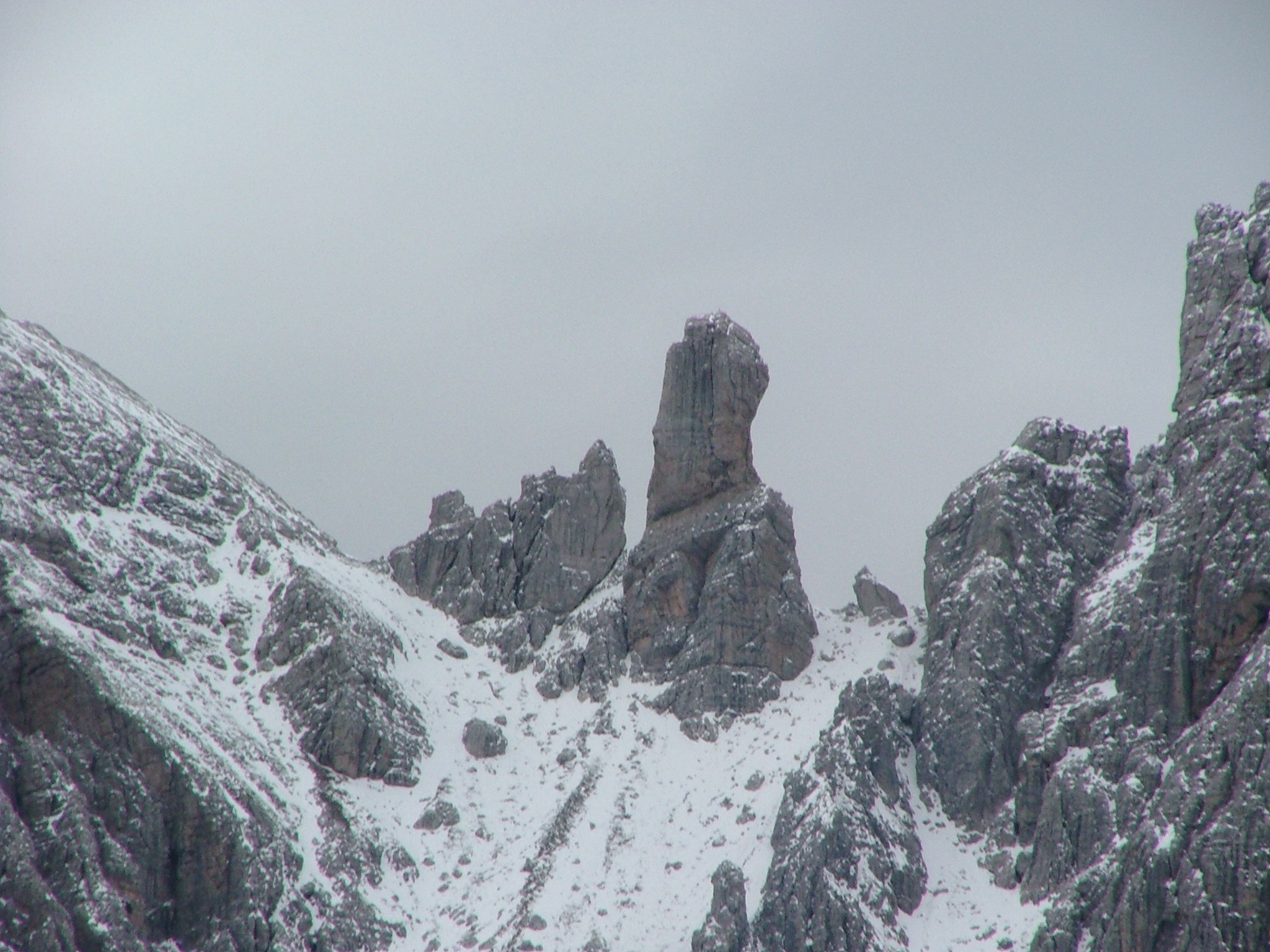
Pupo di San Lorenzo

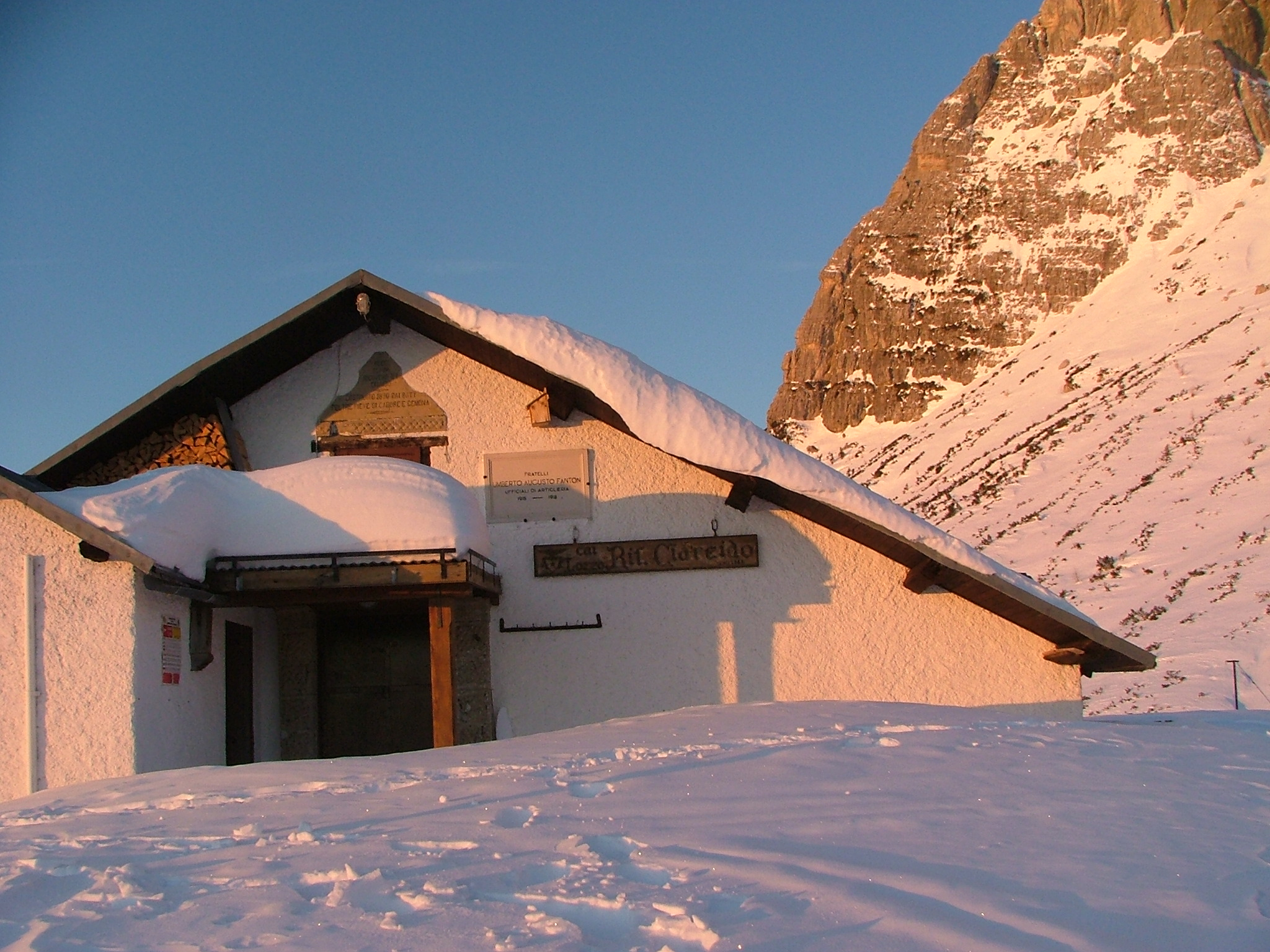
Rifugio Ciareido

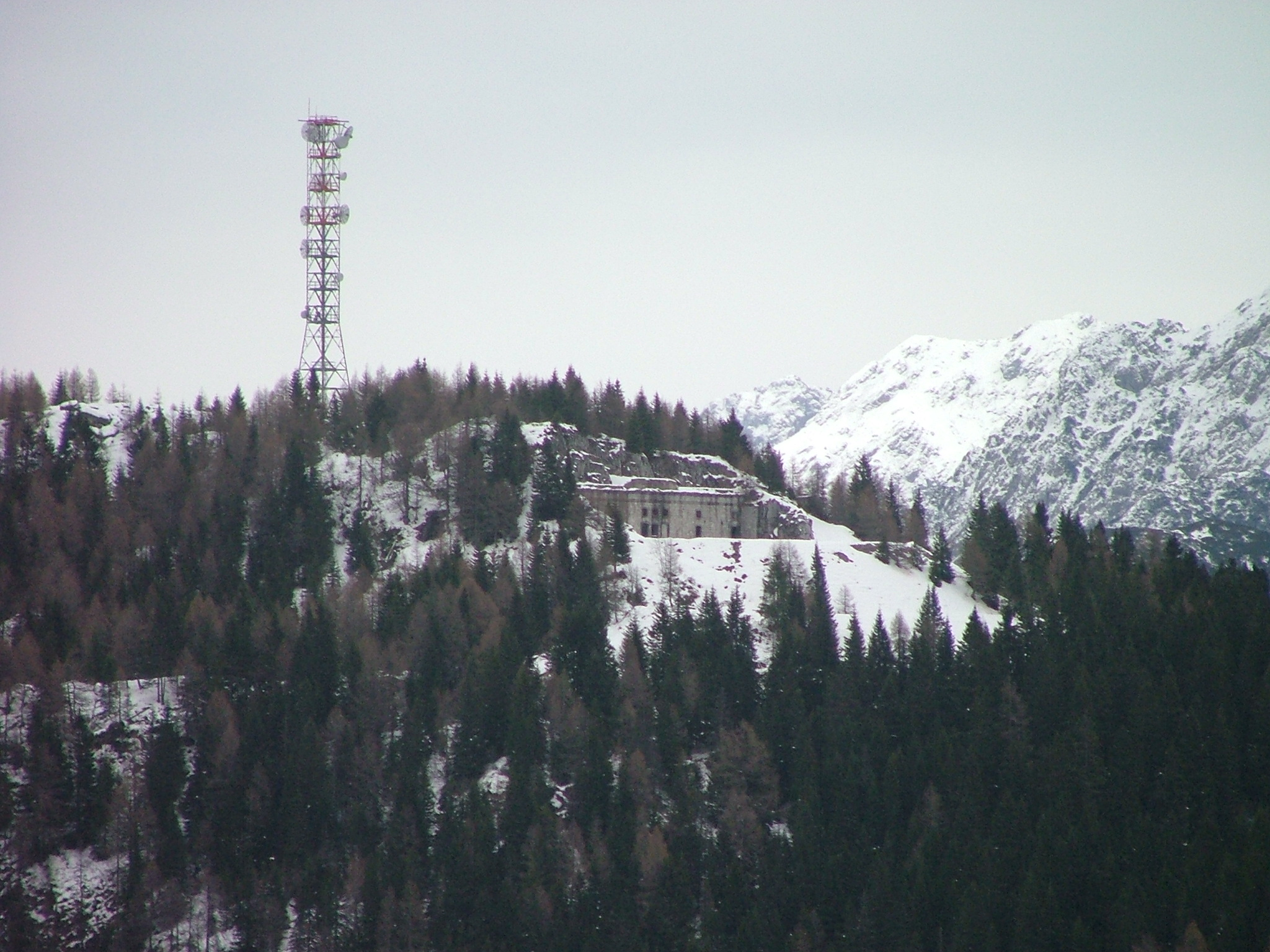
Forti di Pian dei Buoi

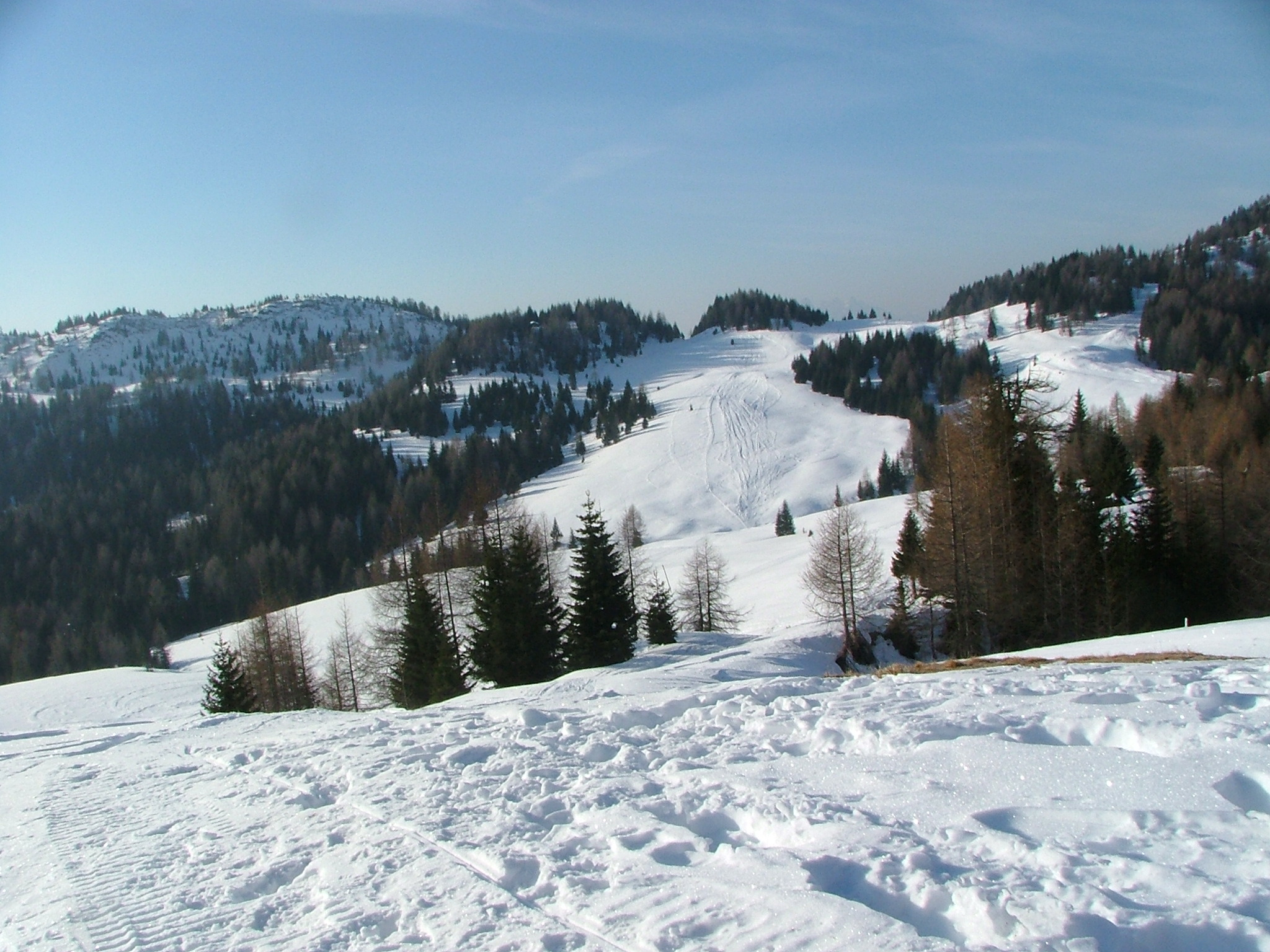
Pian dei Buoi, Lozzo

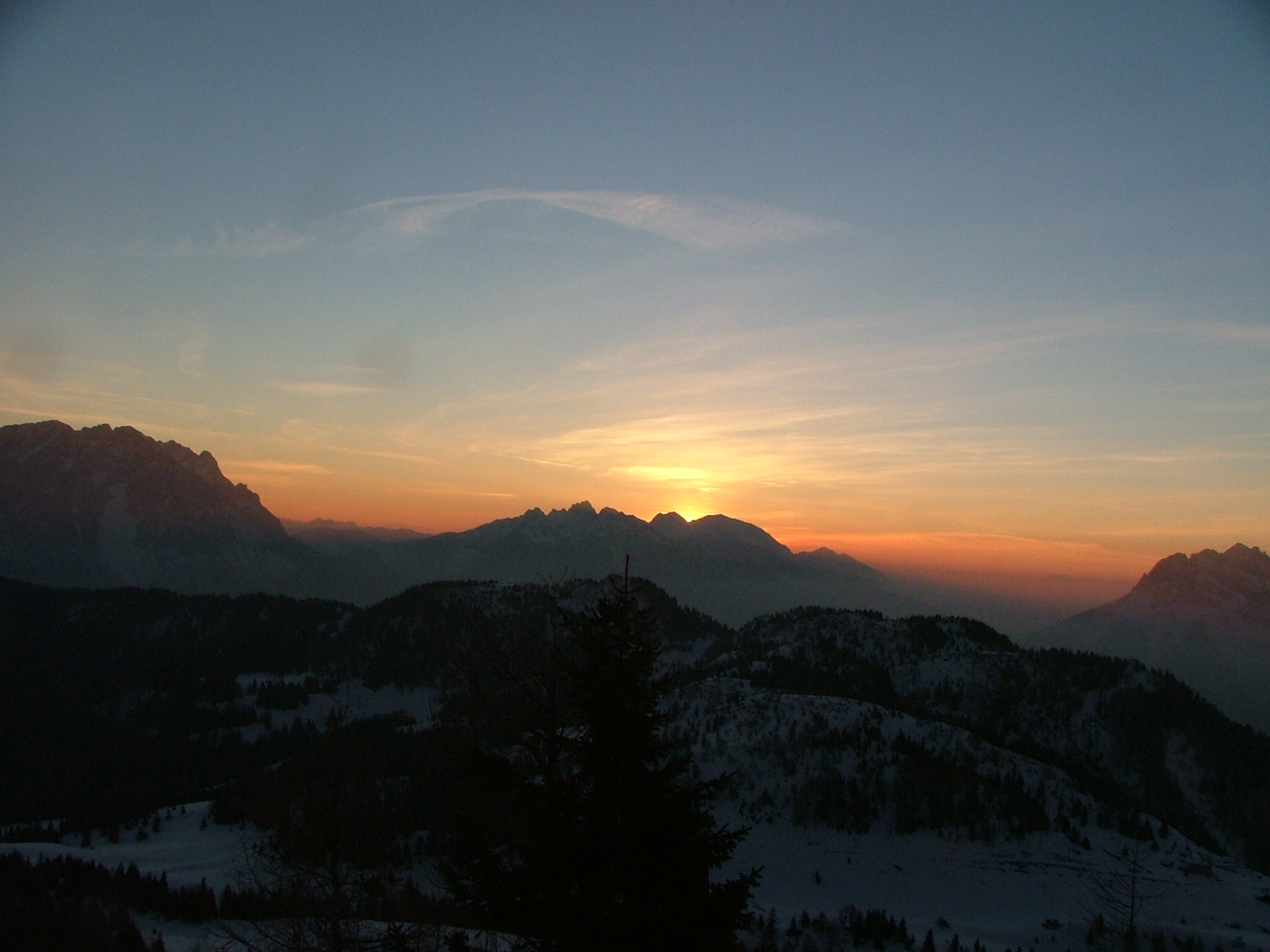
Sorgere del sole dal Rif. Ciareido

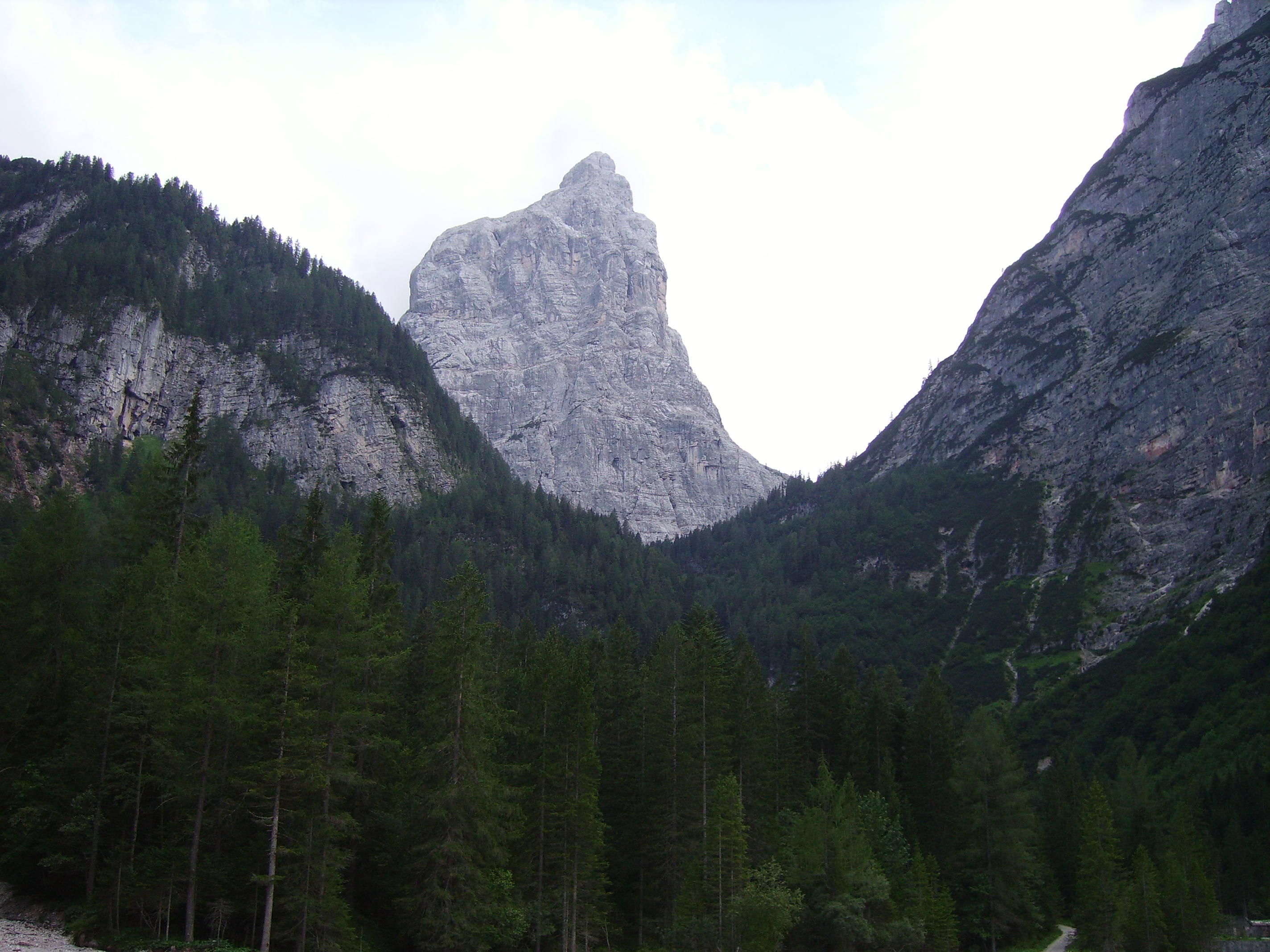
Corno del Doge

Dal punto di vista geomorfologico, le Marmarole costituiscono l'unica vera catena montuosa della regione dolomitica. La si può immaginare, in prospettiva, come una muraglia che partendo dalla Forcella Grande alla base della Cima Bel Pra, corre ininterrotta per 13 km da Ovest verso Est per terminare sul Monte Ciarido, sopra l'altopiano di Pian dei Buoi.
Le Marmarole Occidentali comprendono i monti distribuiti secondo la caratteristica forma di anfiteatro rivolto verso Nord, sviluppata attorno alla Val di Mezzo Grande, compresi fra la Forcella Grande e la Forcella Vanedel.
Di questo sottogruppo sono da citare la Torre dei Sabbioni (m 2.531) e il Corno del Doge (m 2.615).
Alla testata della citata valle sorge il bivacco Leo Voltolina, modello Fondazione Antonio Berti.
Le Marmarole Centrali presentano una leggera inclinazione verso Nord con un singolare contrasto morfologico degli opposti versanti: il meridionale a precipizio sulla val d'Oten, il settentrionale con andamento più dolce e solcato da alcuni profondi valloni. A servizio di questo sottogruppo sul versante settentrionale sorgono il bivacco Alberto Musatti, modello Fondazione Antonio Berti, e lo storico bivacco "Rifugio Tiziano", punti di appoggio per l'Alta via n. 5. Sul versante meridionale esistono i Rifugi San Marco, Galassi e Chiggiato. Infine, presso la forcella Marmarole, a quota 2.667 sorge l'avveniristico bivacco Fanton.
Le Marmarole Orientali iniziano alla Forcella Baion e sono costituite dalle interessanti e slanciate guglie del Ciastelin e del Ciarido, elevazioni più modeste rispetto a quelle degli altri sottogruppi ma affascinanti in ugual misura. Il versante meridionale è servito dai rifugi Ciaréido e Baion.
Sono montagne belle e poco frequentate, rese celebri nell'arte dal sommo pittore Tiziano Vecellio.
L'esplorazione alpinistica è stata iniziata verso il 1890 da Ludwig Darmstädter e proseguita nel primo dopoguerra da Berto Fanton e fratelli. Legato alle Marmarole è anche Oliviero Mario Olivo, nato a Trieste da famiglia originaria di Venas. Nel 1923 aprì per primo una nuova via di VI grado sulla Cresta degli Invalidi e nel 1925, assieme a Paolo Fanton, compì la prima ascesa del Pupo di Lozzo. Dal secondo dopoguerra le Marmarole diventano il principale centro dell'attività alpinistica del gruppo Ragni di Pieve di Cadore.
Da Pieve di Cadore si può ammirare la parte centrale ed orientale del Gruppo montuoso, ben distinguendo in particolare la caratteristica Croda Bianca, la Cresta degli Invalidi e il Cimon del Froppa (un bellissimo panorama si ammira dal Parco Roccolo presso il belvedere). Anche salendo da Belluno presso il Ponte Cadore si possono notare queste bellissime e selvagge montagne, dove sono facilmente riconoscibili anche il Ciastelin ed il Ciarido (Ciaréido in cadorino). Queste stesse cime, con la caratteristica Torre di Lozzo (o di Bajon, nota localmente come il Pupo de San Laurènžo), sono ben visibili anche da Lorenzago di Cadore.

## Classificazione
Secondo la SOIUSA le Marmarole sono un gruppo alpino con la seguente classificazione:
- Grande parte = Alpi Orientali
- Grande settore = Alpi Sud-orientali
- Sezione = Dolomiti
- Sottosezione = Dolomiti di Sesto, di Braies e d'Ampezzo
- Supergruppo = Dolomiti Cadorine
- Gruppo = Gruppo delle Marmarole
- Codice = II/C-31.I-E.21

## Suddivisione
Il gruppo viene poi suddiviso in tre sottogruppi:
- Sottogruppo del Bel Pra (dette anche Marmarole Occidentali)
- Sottogruppo delle Marmarole Centrali
- Sottogruppo del Ciastelin (dette anche Marmarole Orientali)

## Delimitazioni
Le Marmarole sono delimitate a nord e a est dalla val d'Ansiei, da Palus San Marco passando per Auronzo di Cadore ai Treponti, a sud dalla valle del Piave dai Treponti a Calalzo, e dalla val d'Oten da Calalzo a Forcella Piccola fino alla Forcella Grande, e infine a ovest dalla val di San Vito da Forcella Grande a Palus San Marco.

## Principali elevazioni
- Cimon del Froppa, 2.932 m, Marmarole Centrali
- Cima Bastioni Sud, 2.926 m, Marmarole Occidentali
- Cima Bel Pra, 2.917 m, Marmarole Occidentali
- Pala di Meduce, 2.864 m, Marmarole Centrali
- Le Selle, 2.851, Marmarole Centrali
- Croda Bianca, 2.841 m, Marmarole Centrali
- Monticello, 2.803 m, Marmarole Centrali
- Cima Scoter, 2.800 m, Marmarole Occidentali
- Cima Vanedel, 2.797, Marmarole Centrali
- Campanile San Marco, 2.777 m, Marmarole Centrali
- Croda Alta di Somprade, 2.645 m, Marmarole Centrali
- Corno Del Doge[2], 2.615 m, Marmarole Occidentali
- Campanile Ciastelin, 2.602 m, Marmarole Orientali
- Ciastelin, 2.570 m, Marmarole Orientali
- Torre dei Sabbioni, 2.531 m, Marmarole Occidentali
- Ciarido, 2.504 m, Marmarole Orientali
- Torre di Lozzo (o di Bajon), 2.377 m, Marmarole Orientali
- Torre Artù, 2.370 m, Marmarole Orientali
- Torre Pian dei Buoi, 2.356 m, Marmarole Orientali
- Torre San Lorenzo, 2.284 m, Marmarole Orientali

## Principali valichi
- Forcella Froppa, 2.790 m
- Passo del Camoscio, 2.700 m
- Forcella Marmarole, 2.661 m
- Forcella Jau de la Tana, 2.650 m
- Forcella Schiavina, 2.614 m
- Forcella Croda Rotta, 2.480 m
- Forcella Vanedel, 2.372 m
- Forcella Mescol, 2.340 m
- Forcella San Pietro, 2.298 m
- Forcella Grande, 2.255 m
- Forcella Bajon, 2.235 m
- Forcella San Lorenzo, 2.235 m
- Forcella Piccola, 2.120 m
- Forcella Paradiso, 2.045 m

## Area protetta
Le Marmarole fanno parte dell'area protetta “Antelao, Marmarole, Sorapis”, sito di interesse comunitario e zona di protezione speciale.

## Toponimi
Il nome Marmarole probabilmente deriva dal greco marmar che significa "splendere", "scintillare" evidentemente per l'abbondante presenza di neve e ghiaccio nel versante settentrionale. Le Marmarole infatti ospitavano un tempo ben cinque ghiacciai: del Froppa de Fora e de Inte, del Meduce de Fora e de Inte e per ultimo quello delle Selle, oggi tutti completamente scomparsi.
Il campanile San Marco deve il suo nome al più celebre Campanile di Piazza San Marco a Venezia, appena crollato al momento della sua prima ascensione nell'agosto del 1902.

## Tradizioni popolari

### Il lagode la femenes(laghetto delle tose)

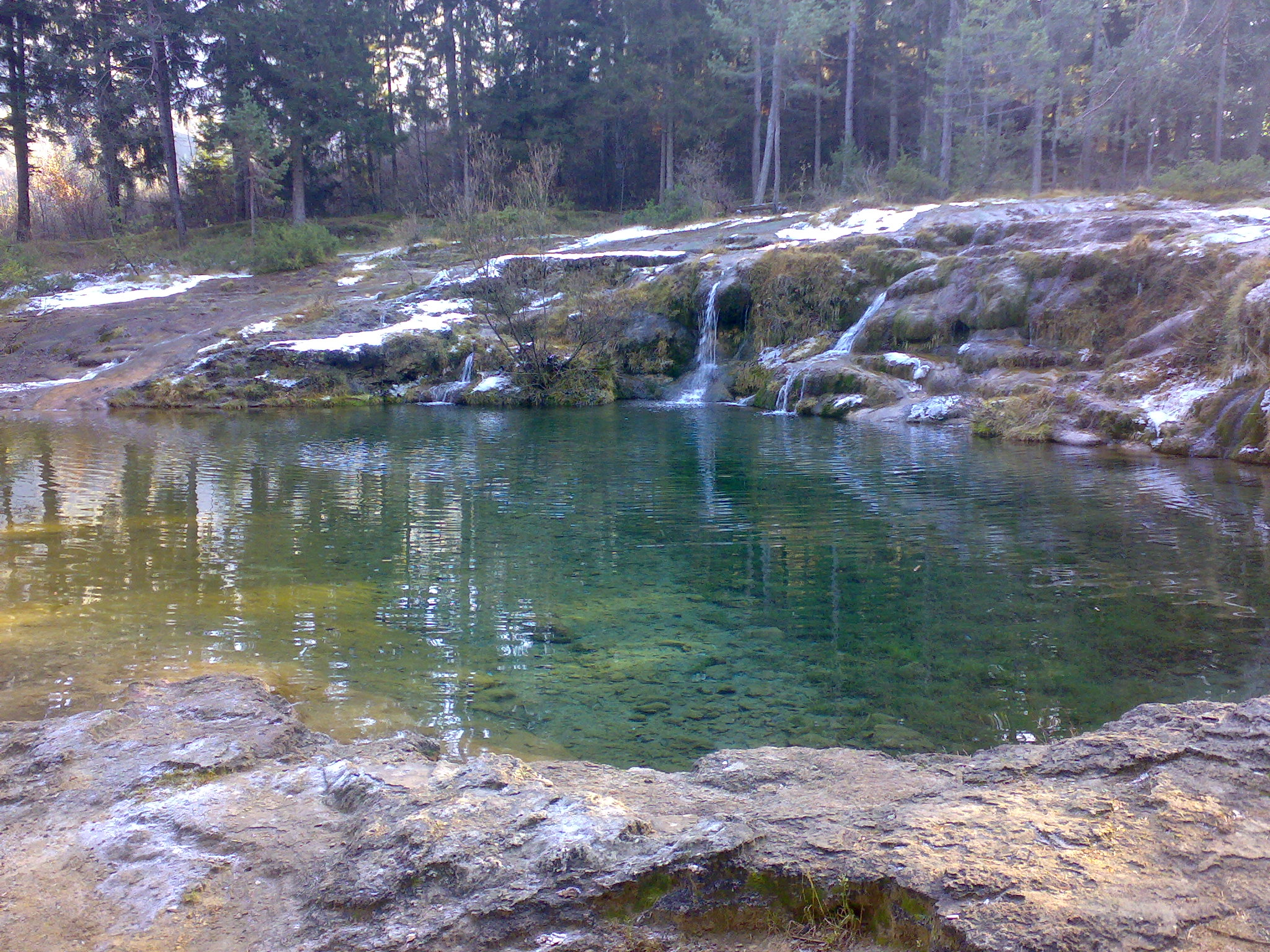
Lagole, il laghetto de la femenes

Leggenda narra che a Lagole, in riva al lago de la femenes, si recassero le ragazze e le spose dell'antica città di Sabasa. Le sue acque, "così verdi da sembrar scavate nella roccia" conservavano loro giovinezza e beltà. Le Anguane (Anguanes in dialetto Cadorino), che abitavano le grotte lungo il Piave e il Molinà, erano talmente gelose di queste donne che un bel giorno catturarono e trucidarono Bianca, la figlia del capo di Sabasa, lungo il sentiero che ancora oggi si chiama dell'assassino, il troi del sassin. La giovane ragazza venne così sepolta ai piedi di una vetta delle Marmarole, da qui prese il nome Croda Bianca.
Alcuni ipotizzano che le malefiche Anguane non siano altro che la trasformazione, nel periodo cristiano, della divinità paleoveneta Trumusiate. Questo culto pagano è testimoniato a Lagole da una stipe votiva con abbondante materiale figurativo ed epigrafico ritrovata durante gli scavi a metà del secolo scorso.

### I Croderes e la Regina Tanna

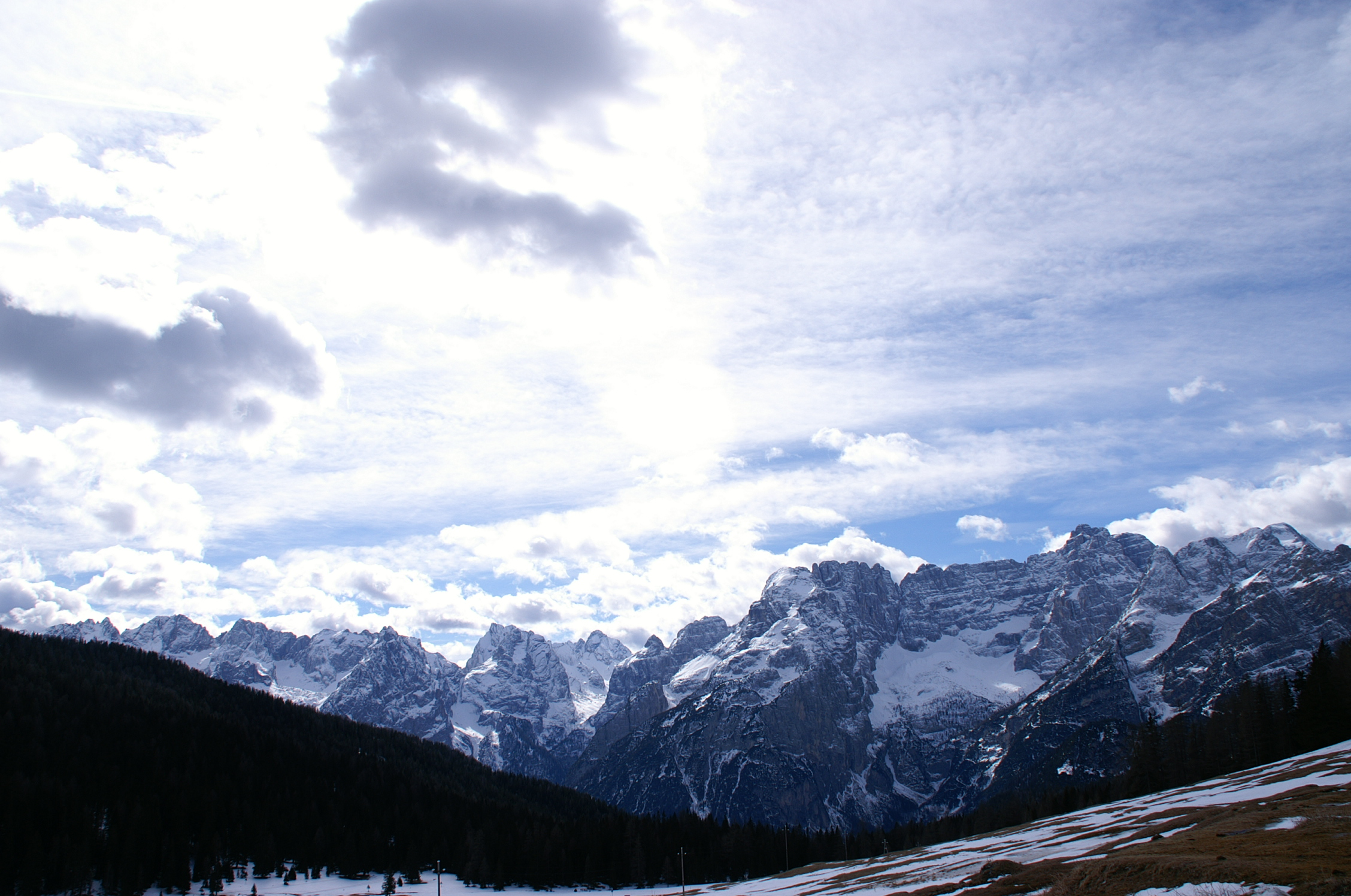
Le Marmarole e il Sorapiss da Misurina

Leggenda vuole che le Marmarolles siano abitate dai Croderes, esseri privi di sentimenti perché dal cuore di pietra, con la loro réjna Tanna. Nel giorno del silenzio, una volta l'anno, sul loro regno tutto si ferma, non un distacco di neve dalla roccia, non una frana di ghiaccio e crode, non una foglia si muove.
In questo giorno, infatti, la regina Tanna ritrova i suoi sentimenti e prova nuovamente dolore per la morte del figlio Salvanel e la sua sposa Marcora. Deve infatti epurare il tradimento che l'ha spinta a rendere la natura benigna agli uomini e ad abbandonare le scintillanti Marmarole, e i suoi Croderes, per andare in sposa al principe di Aquileja, scelta che ben presto si rivelò infelice. Salvanel infatti, rifiutato dal principe padre, muore cadendo in un crepaccio sulle Marmarole, di ritorno dalla madre Tanna, regina ormai inascoltata dai Croderes e incapace di governare le slavine e le valanghe per travolgere gli inseguitori del figlio e di Marcora, sposa morta dal dolore al ritrovamento del corpo di Salvanel fra i ghiacci dell'alta val d'Oten.
Nel giorno del silenzio Tanna va al palazzo di ghiaccio del Cimon del Froppa, vestita di nero, con un velo sul viso e, indossando la corona con il diadema blu, siede fra le bare d'oro del figlio Salvanel e di Marcora. In questo giorno gli uomini possono muoversi liberamente fra le montagne prive di pericoli e lavorare nelle miniere d'oro e d'argento, come nei giorni del suo tradimento.
Poi Tanna ritorna ad essere la regina dei Croderes, fiera delle sue rocce, fredda nella sua bellezza e priva di amore verso gli uomini. La natura ritorna selvaggia e aspra, le slavine e le frane rendono nuovamente le innevate Marmarole inospitali agli uomini.